# Giulia Grisi

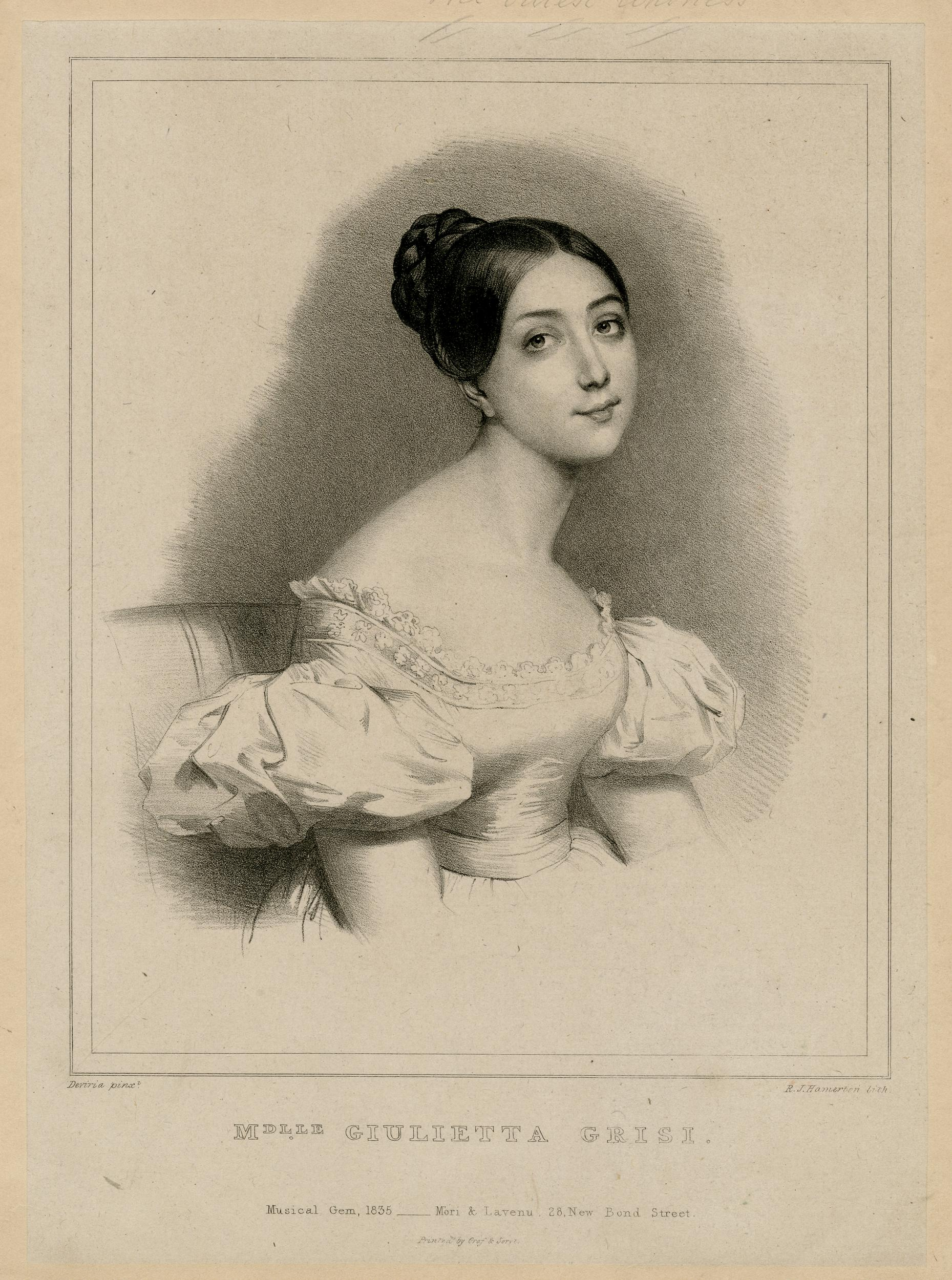
M.dlle Giulietta Grisi, Lithographie von Robert Jacob Hamerton, um 1835

Giulia Grisi (* 22. Mai 1811 in Mailand; † 29. November 1869 in Berlin) war eine italienische Opernsängerin (dramatischer Koloratursopran, soprano sfogato).

## Leben

### Jugend und frühe Karriere
Giulia war eine Tochter des Gaetano Grisi, eines Offiziers der Napoleonischen Armee, und stammte aus einer musikalisch sehr begabten Familie. Ihre Mutter Giovanna war eine Schwester der berühmten Sängerin Giuseppina Grassini (1773–1850), und Giulias ältere Schwester Giuditta Grisi war ein berühmter Mezzosopran. Ihre Cousine Carlotta Grisi gehörte zu den bedeutendsten Ballerinen der Romantik.
Ab ihrem elften Lebensjahr wurde Giulia in einem Internat erzogen; ihren ersten Musik- und Klavierunterricht erhielt sie im Konvent der Mantellate in Florenz. Als sie 14 Jahre alt war, wurde ihre schöne Naturstimme entdeckt und ihre Schwester Giuditta überzeugte ihren Vater, das Mädchen nach Mailand zurückzuholen, wo Giulia drei Jahre lang von dem Tenor Giacomo Guglielmi (Sohn des Komponisten Pietro Carlo Guglielmi) unterrichtet wurde. Danach studierte sie in Bologna bei Giacomelli und wurde am Mailänder Konservatorium bei M. A. Marliani ausgebildet.

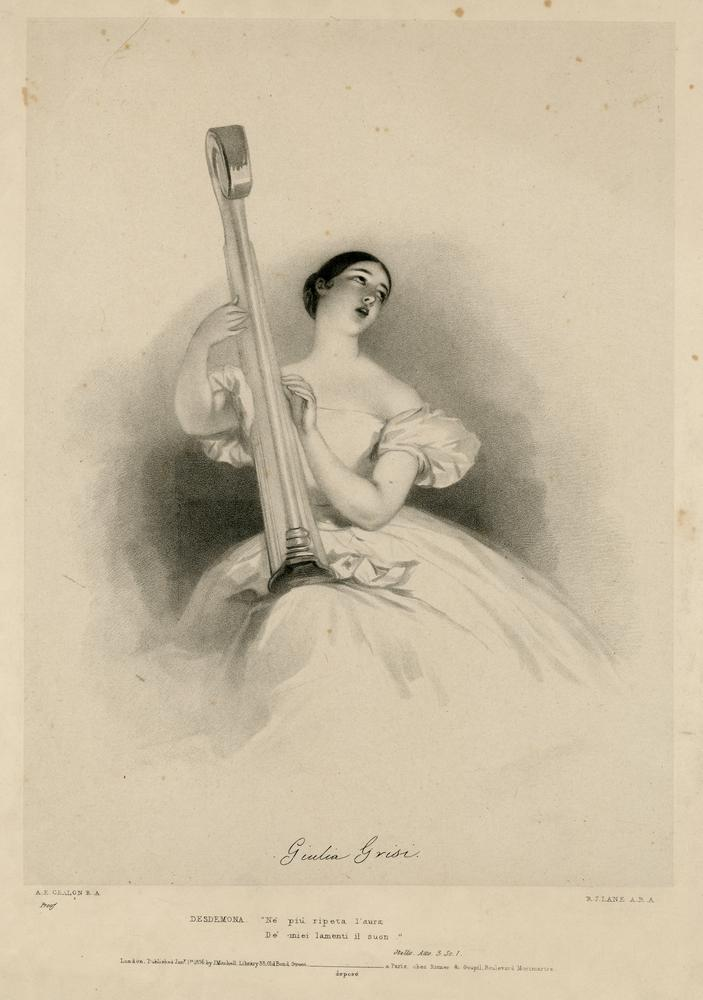
Giulia Grisi als Desdemona in Rossinis Otello, ca. 1836

Ihr Debüt hatte sie 1828 mit siebzehn Jahren als Emma in Rossinis Zelmira in Bologna. Bereits in der gleichen Saison 1828–29 ließ der Impresario Lanari sie als primadonna in Rossinis Opern Torvaldo e Dorliska und Il barbiere di Siviglia auftreten. Von diesen Auftritten etwas überanstrengt und mit angegriffener Gesundheit zog sie sich vorübergehend zu ihrer Tante Giuseppina Grassini nach Bologna zurück, die ihr wertvolle Tipps gab, so dass Giulia ihre Karriere im Karneval 1829–30 am Teatro della Pergola in Florenz fortsetzen konnte, unter anderem als Amenaide in Rossinis Tancredi.
Am selben Theater sang Giulia Grisi 1830 neben dem berühmten Tenor Giovanni David in Pacinis Il falegname di Livonia und in Ricciardo e Zoraide von Rossini, der sie bei der Gelegenheit hörte und ihr eine glänzende Karriere vorhersagte. Lanari jedoch beutete die junge Sängerin aus und zwang ihr ein gefährliches Pensum an Auftritten in kurzer Zeit auf, beispielsweise musste sie im Sommer 1830 in Livorno und Pisa an einem einzigen Tag morgens die virtuose Titelrolle in Rossinis Semiramide singen, und abends die Desdemona in Otello.
Im September 1831 debütierte sie an der Mailänder Scala und war am 26. Dezember die erste Adalgisa in Vincenzo Bellinis Norma, an der Seite der berühmten Giuditta Pasta, mit der sie wenige Monate später auch die Rolle der Adelia in der Uraufführung von Donizettis Ugo, conte di Parigi sang (13. März 1832). Giulia Grisi und die Pasta hatten ein freundschaftliches Verhältnis zueinander, und die jüngere konnte nicht nur von den Ratschlägen der älteren Sängerin profitieren, sondern trat auch neben ihr in Donizettis Anna Bolena (als Giovanna Seymour) und in Pacinis Il corsaro (als Gulnara) auf.

### Paris und London

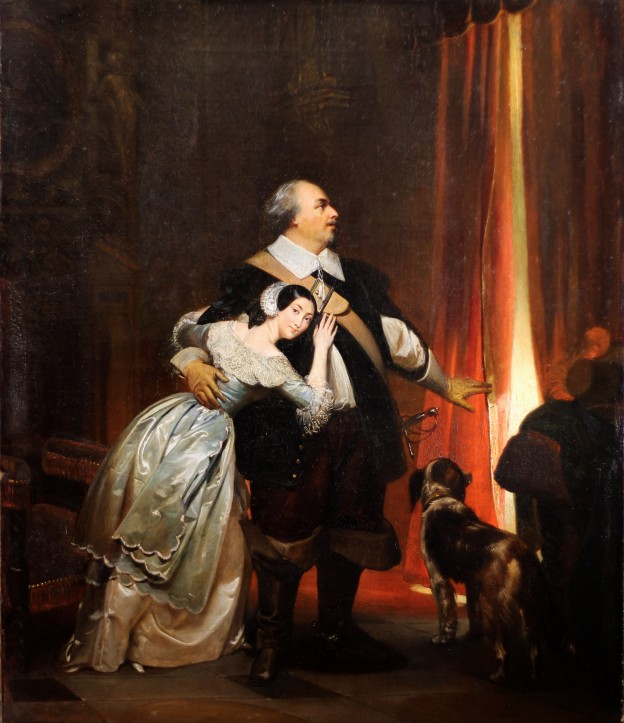
Giulia Grisi mit Luigi Lablache in I puritani, King’s Theatre, London 1835

Um sich ihrem 10-Jahres-Vertrag mit dem Ausbeuter Lanari zu entziehen, ging Giulia nach Paris, wo sich zu der Zeit ihre Schwester Giuditta und ihre Tante Grassini aufhielten. Dort feierte sie anstelle von Maria Malibran und unter Rossinis Leitung am 16. Oktober 1833 am Théâtre-Italien ihr Debüt in dessen Semiramide und begeisterte durch ihre perfekte Intonation, die Leichtigkeit und Größe ihrer Stimme, und durch ihre klassische Schönheit das Publikum. Einige Male stand sie in Paris neben ihrer Schwester auf der Bühne: als Elena in Rossinis La donna del lago (mit Giuditta als Malcolm), und als Giulietta in Bellinis I Capuleti e i Montecchi, mit Giuditta in deren Glanzrolle als Romeo. Giulia Grisi blieb in Paris bis 1848, und dann nochmals 1854 und von 1856 bis 1858.
In London sang sie zuerst 1834 in Rossinis La gazza ladra. Auch in England wurde sie ein Publikumsliebling und trat dort bis 1861 jedes Jahr auf (außer 1842).
Nachdem sie 1835 in Paris in den Uraufführungen von Bellinis I puritani und Donizettis Marin Faliero zusammen mit dem Tenor Giovanni Battista Rubini, dem Bariton Antonio Tamburini und dem Bassisten Luigi Lablache aufgetreten war, lebten diese Sänger als das legendäre „Puritani Quartett“ in der Erinnerung der Opernfreunde noch lange fort.
Von Grisis Darbietung als Elvira in I puritani (24. Januar 1835) berichtete Bellini selber:

“[…] anche la Grisi l'ha cantato e l'ha agito come un angelo, tutto il teatro fu costretto a piangere, perché particolarmente l'entrata del 6/8 quando ella si crede andare a nozze ed al ballo, lacera l'anima […]”

„[…] auch die Grisi hat gesungen und gespielt wie ein Engel, das ganze Theater musste weinen, denn besonders ihr Auftritt im 6/8-Takt, wenn sie glaubt, sie würde zu ihrer Hochzeit und zum Tanz gehen, zerreißt einem das Herz […]“

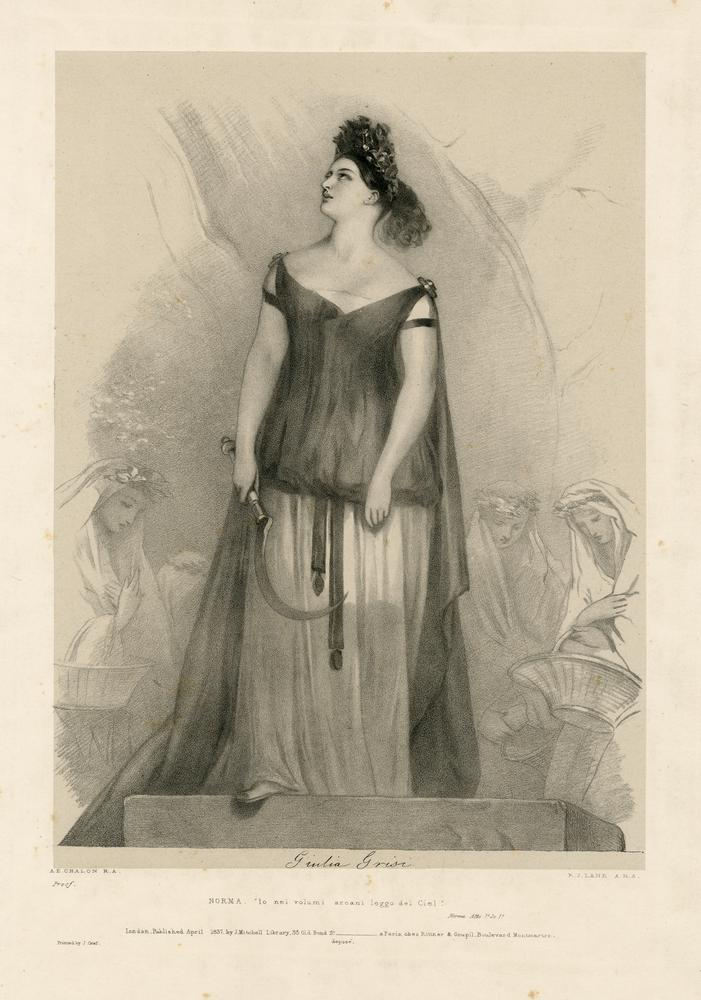
Giulia Grisi als Norma von Bellini, 1837

In London wurde die Grisi im Frühling 1835, nach glänzenden Erfolgen im King’s theatre als Anna Bolena und als Norma, zum Geburtstag der zukünftigen Königin Victoria eingeladen, zusammen mit der Malibran (mit der sie sich gut verstand), ihren Kollegen Rubini, Tamburini, Lablache und dem Tenor Nicola Ivanoff. Dabei sang Giulia ihre Arien „Son vergin vezzosa“ und „Vieni al tempio“ aus I puritani, die virtuose Aria finale „Tanti affetti“ aus Rossinis La donna del lago, und in einem Terzett aus L’assedio di Corinto. Die 16-jährige Victoria schrieb danach in ihrem Tagebuch bewundernd über Giulia Grisis Schönheit und ihren Gesang (der ihr besser gefiel als die Malibran), und ihre maßvollen Verzierungen in den Wiederholungen; sie beschrieb die Sängerin als „…sehr ruhig, vornehm und gar nicht affektiert in ihrer Art. Ich habe mit ihr gesprochen und sie hat mir sehr nett geantwortet“.
1836 sang die Grisi außer in der Oper auch in Wohltätigkeitskonzerten in Birmingham in den Oratorien Messiah von Händel und Paulus von Mendelssohn.
1836 heiratete sie in London den Vicomte Auguste-Gérard de Melcy, mit dem sie auf seinem Schloss Vaucressou zwischen Saint-Cloud und Versailles lebte und einen gemeinsamen Sohn hatte.

Im Juni 1839, während Aufführungen von Donizettis Lucrezia Borgia in London, lernte sie jedoch den Tenor Mario (eigentlich Giovanni Matteo De Candia (1810–1883)), kennen, der die große Liebe ihres Lebens wurde und den sie nach ihrer Trennung von De Melcy (wahrscheinlich 1844 ?) schließlich heiratete. Grisi und Mario hatten miteinander sechs Töchter, von denen drei bereits früh verstarben.

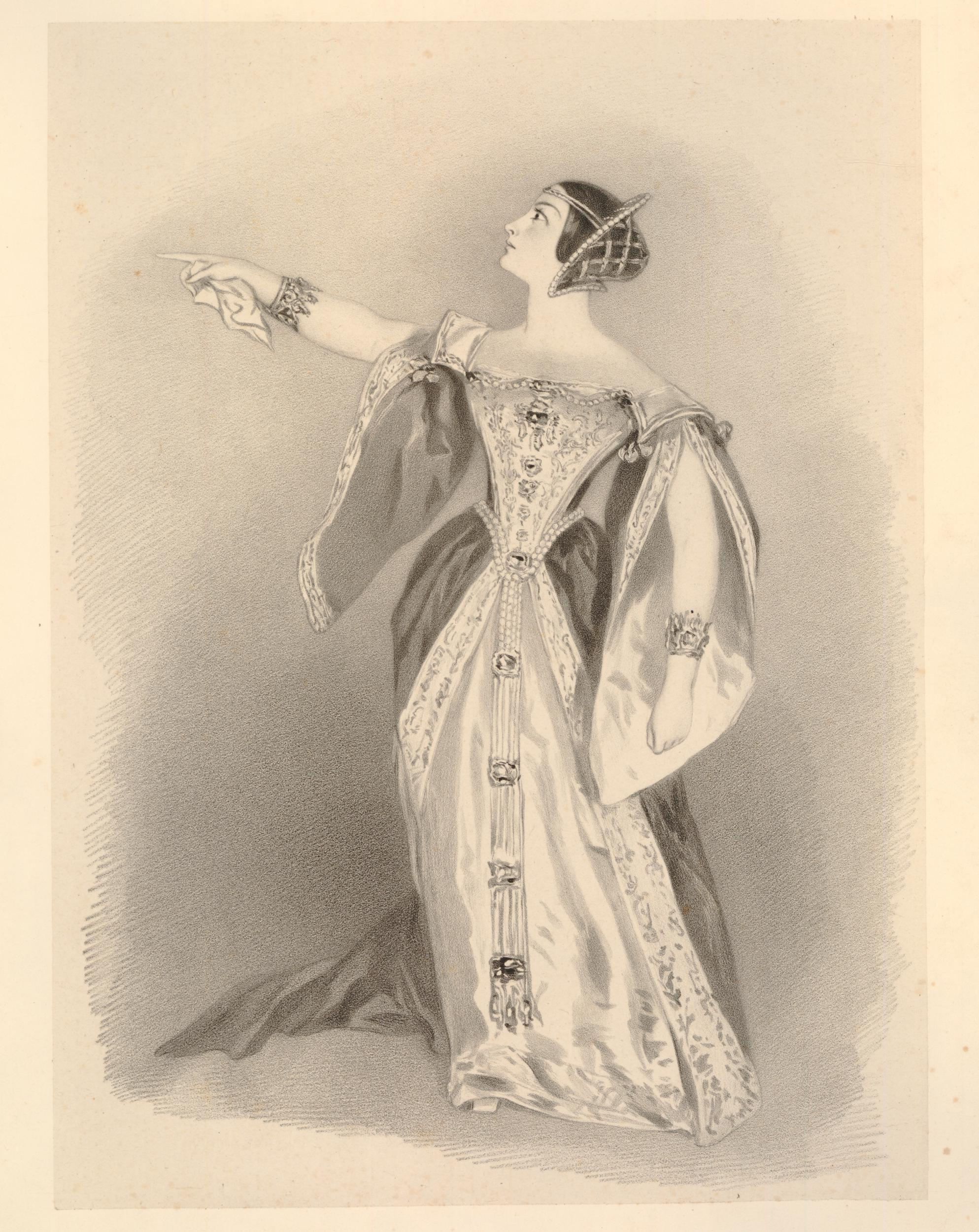
Giulia Grisi als Anna Bolena von Donizetti, ca. 1836

Zu Giulia Grisis Repertoire in ihrer langen Karriere in Paris und London gehörten neben bereits genannten Rollen von Rossini und Bellini: die Titelrollen in Donizettis Opern Anna Bolena, Lucrezia Borgia, Parisina, Belisario, Fausta, Gemma di Vergy, Roberto Devereux und Maria di Rohan; die weiblichen Hauptrollen in Bellinis Opern Il pirata, La sonnambula, Beatrice di Tenda und besonders Norma. Sie trat auch in einigen klassischen Opern auf: als Donna Anna in Mozarts Don Giovanni, als Pamina in Die Zauberflöte, außerdem in die Hochzeit des Figaro und in Cimarosas Il matrimonio segreto. In London sang sie Hauptrollen in Meyerbeers Opern Robert le diable, Les Huguenots (Valentine) und Le prophète (Berta und Fidès (?!)); und in Mercadantes Il giuramento und Il bravo, sowie die Partie der Alice im Falstaff des englischen Komponisten Michael Balfe.
1842 in Paris sang Giulia Grisi das Sopransolo in Rossinis Stabat Mater. Wenig später komponierte Donizetti für sie die Partie der Norina in seiner Opera buffa Don Pasquale, die ihre Uraufführung am 3. Januar 1843 am Théâtre-Italien in Paris erlebte, mit Mario, Lablache und Tamburini. Donizetti schrieb für die Grisi auch einige Extraarien: 1840 in London die Cabaletta „Si voli il primo a cogliere“ zur Auftrittsarie der Lucrezia Borgia, und 1843 für die Pariser Premiere seiner Oper Maria di Rohan die Cabaletta „Benigno il cielo arridere“.
Im September 1844 in Paris sang sie die Rolle der Elvira in Verdis Ernani, und in London am 1. Mai 1846 in der Premiere von Verdis I Lombardi. In London trat sie auch in Verdis Opern I due Foscari und später als Leonora in Il trovatore auf.
Am 6. April 1847 sang Grisi gemeinsam mit Marietta Alboni bei der Eröffnung der Covent Garden Oper in Rossinis Semiramide.

### Späte Jahre

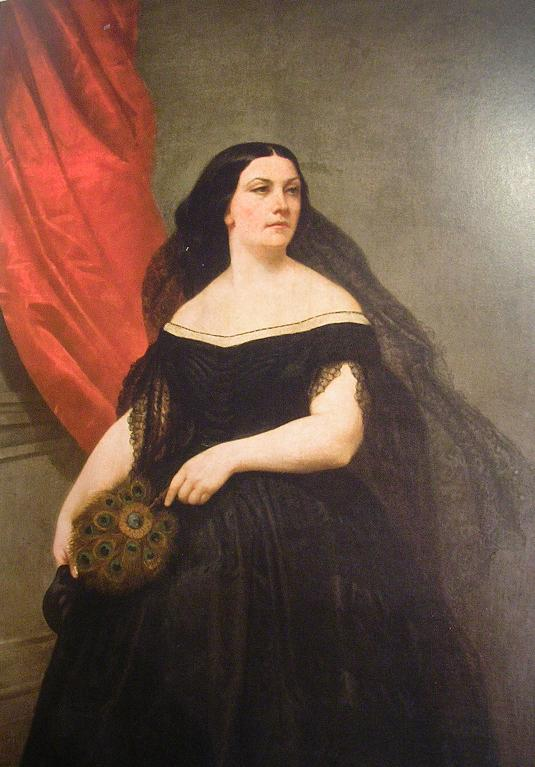
Giulia Grisi als Donna Anna in Don Giovanni, 1850er Jahre

In der späten Phase ihrer Laufbahn unternahm Giulia Grisi mehrere große Tourneen. So folgte sie von 1850 bis 1853 einem Engagement nach Sankt Petersburg, wo sie in Opern von Rossini, Bellini, Meyerbeer und Mozart sang, sowie in der Uraufführung von Giulio Alarys Sardanapale (16. Februar 1852).

Zusammen mit ihrem Mann Mario reiste sie im Herbst 1854 nach Nordamerika. Dabei sang sie in New York in Norma und Lucrezia Borgia (Oktober 1854). Die Rolle der Norma war auch in Washington und Boston ihr Zugpferd (Januar 1855).

1859 trat sie in Dublin in Friedrich von Flotows Oper Martha auf, und sang im Herbst desselben Jahres in Madrid wiederum ihre Glanzrolle Norma und in Meyerbeers Les Huguenots.
Im Juli 1861 kündigte sie ihren Rückzug von der Opernbühne an, sang aber nochmal 1866 in London in Lucrezia Borgia, bevor sie sich nach dem Tod von zweien ihrer Töchter endgültig zurückzog.

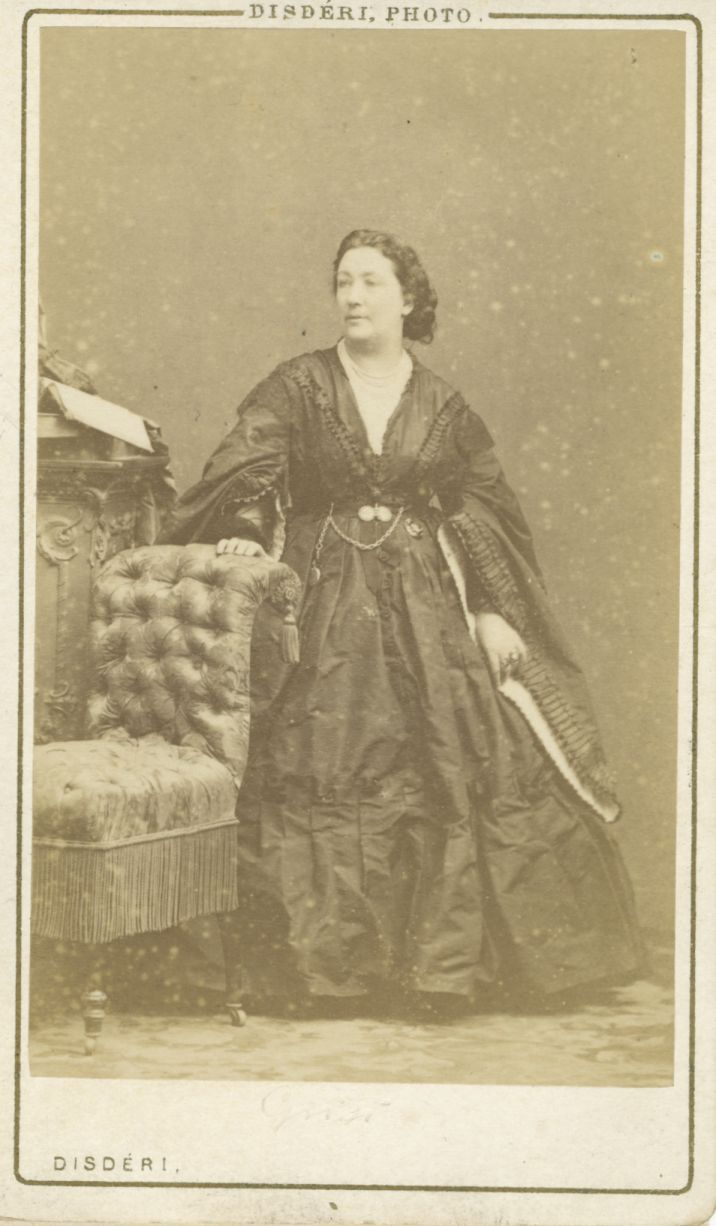
Giulia Grisi, Photo von Disdéri, ca. 1860

Sie gab jedoch weiterhin Konzerte und sang nach dem Tode Rossinis 1868 noch einmal dessen Stabat Mater bei der Gedächtnisfeier zu Ehren des Komponisten im Dom Santa Maria del Fiore von Florenz, zusammen mit Mario, Marietta Alboni und Francesco Graziani.
Während ihrer Ehe mit Mario lebte sie in Paris und London und verbrachte die Sommer im Palast der Familie ihres Mannes in Sardinien.
1869, nach einem Konzert mit Pauline Viardot in Wiesbaden, zog sie sich während einer Bahnreise mit ihren Kindern zu ihrem Gatten nach Sankt Petersburg eine Lungenentzündung zu und starb in einem Hotel in Berlin.
Sie wurde nach Paris überführt und auf dem Friedhof Père-Lachaise begraben. Ihr Grab trägt einen weißen Stein mit der Inschrift „Giulietta de Candia“.

## Würdigung

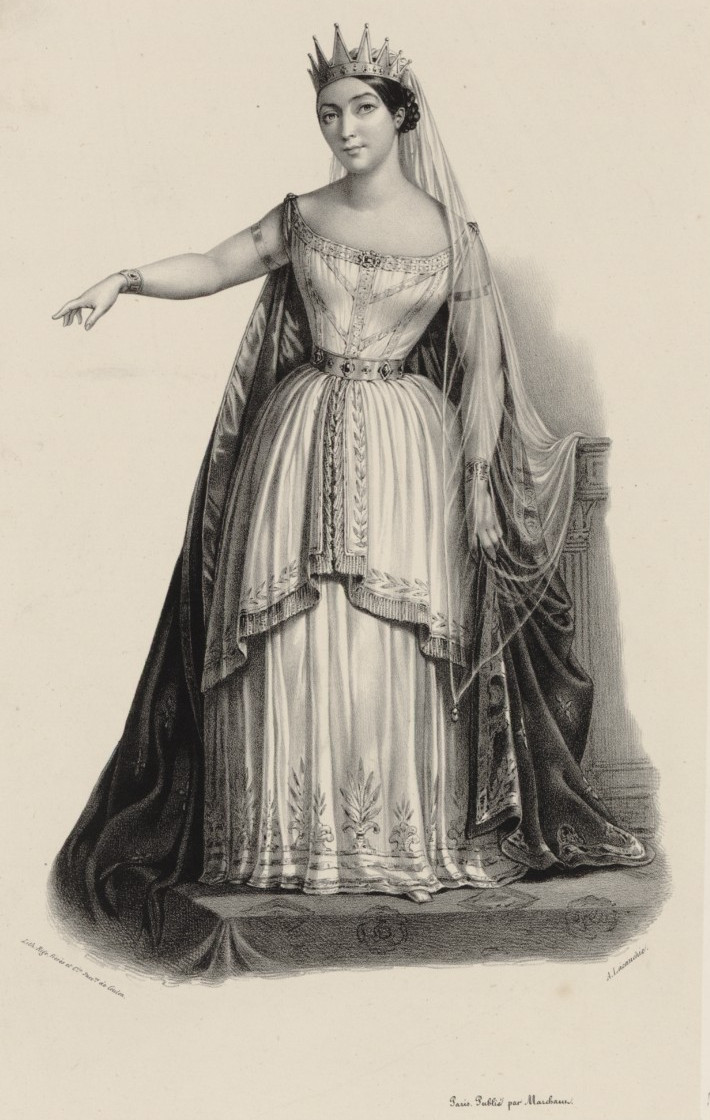
Giulia Grisi als Semiramide von Rossini, Lithografie nach Alexandre Lacauchie

Giulia Grisis Stimme war zunächst ein leichter, später ein dramatischer Koloratursopran und sicherte ihre Position als Primadonna über Jahrzehnte. Darüber hinaus war sie eine hervorragende Schauspielerin und wurde von Rossini, Donizetti und Bellini hoch geschätzt. Sie soll zu den ersten Sopranen gehört haben, die ihrem Brustregister füllige und durchdringende Töne entlockten (und daher als soprano sfogato bezeichnet wurden). In späteren Jahren scheinen Partien wie Léonore in Donizettis La favorite und Fidès in Meyerbeers Le prophète sogar auf ein Absinken der Stimme in Richtung Mezzosopran hinzudeuten.

Laut Chorley war ihre Stimme prächtig und süß und über den gesamten Umfang von zwei Oktaven (etwa von c bis c’’’) vollkommen ausgeglichen; er lobte ihren „klaren und schnellen Triller“ („Her shake was clear and rapid“) und ihre Sicherheit in den Läufen und in der Intonation:

„Nie hat eine Frau jede Abstufung der Lautstärke besser und gründlicher beherrscht als sie … die klare durchdringende Schönheit ihrer abgeschwächten Töne … war so einzigartig, dass sie das Ohr mit einer gewissen Seichtheit im Ausdruck der Worte und der Situation versöhnte.“

Da Grisis Karriere ab 1833 zum großen Teil in Paris und London verlief, wurden nur relativ wenige Rollen für sie direkt geschrieben, denn die meisten italienischen Opern entstanden „vorort“ in Italien. Dennoch war sie eine der bedeutendsten Interpretinnen in den erfolgreichen Opern ihrer Zeit.
Über ihre Interpretation von Rossinis Semiramide schrieb Théophile Gautier 1841, die Grisi sei eine Verkörperung von Babylon selber „durch das hochmütige Funkeln ihres Blickes, die Majestät ihrer herrischen Haltung und diesen souveränen Ausdruck, den ihr die Gewissheit verleiht, perfekt schön zu sein“.
Als eine ihrer bedeutendsten Leistungen gilt die Titelpartie von Bellinis Norma. Sie soll als erste auf der Bühne mezza-voce gesungen haben und begeisterte so das Publikum z. B. in der Arie „Casta diva“. Laut Chorley lehnte Grisi ihre Interpretation an Giuditta Pasta an, und:

„war vielleicht, in mancher Hinsicht, eine Verbesserung des Modells, weil darin mehr animalische Leidenschaft war; und dies (wie in der Szene von gebieterischer und abrupter Wut, die den ersten Akt beschließt) konnte bis zum Äußersten getrieben werden, ohne abstoßend zu werden; wegen der Abwesenheit auch nur der geringsten Derbheit in ihrer persönlichen Schönheit. Es lag darin die wilde Grausamkeit der Tigerin, aber mit einem gewissen rasenden Charme, der den Hörer hinriss – nein, der wahrscheinlich sogar zum wahren Verständnis des Charakters der ihrem Gelübde untreuen Druidenpriesterin gehört.“

Gautier beschrieb 1844 Giulia Grisis Wirkung als Norma folgendermaßen:

„Norma ist Giulia Grisi, und ganz gewiss niemals hatte Irminsul eine schönere und besser inspirierte Priesterin. Sie übertrifft das Ideal. Wenn sie auftritt, aufrecht und stolz in den Falten ihrer Tunika, die goldene Sichel in ihrer Hand, einen Kranz von Verbene auf dem Haupt, ihr Gesicht eine Maske von blassem Marmor, ihre schwarze Braue und ihre Augen von einem grünlichen Blau wie das Meer, füllt ein unfreiwilliger Schrei der Bewunderung das Theater …

Norma ist Giulia Grisis Triumph. Keiner, der sie nicht in dieser Rolle gesehen hat, kann sagen, dass er sie kennt; in ihr zeigt sie sich als ebenso große Tragödin, wie sie eine vollkommene Sängerin ist. Die Kunst des Gesangs, Leidenschaft, Schönheit, sie hat Alles; unterdrückte Rage, sublime Gewalt, Drohungen und Tränen, Liebe und Wut; nie hat eine Frau ihre Seele so ausgeschüttet bei der Kreation einer Rolle …

Giulia Grisi erreicht darin (erste Szene Akt II) eine Sublimität, die nie übertroffen wurde; das ist wahrhaftig die tragische Muse, die Melpomene, von der Aischylos und Phidias geträumt haben mögen.“